# Oncoba brachyanthera
Oncoba brachyanthera är en videväxtart som beskrevs av Daniel Oliver. Oncoba brachyanthera ingår i släktet Oncoba och familjen videväxter. Inga underarter finns listade i Catalogue of Life.